# Right Between the Eyes
Right Between the Eyes is een nummer van de Britse band Wax. Op 31 maart 1986 werd het nummer eerst in het Verenigd Koninkrijk en Ierland uitgebracht als de tweede single van hun debuutalbum Magnetic Heaven, eveneens uit 1986. In mei dat jaar volgden het Europese vasteland, Australië, Nieuw-Zeeland, Japan, de Filipijnen, Peru, Equador, de VS en Canada.

## Achtergrond
"Right Between the Eyes" was met een 60e positie in de UK Singles Chart niet zo succesvol in Wax' thuisland het Verenigd Koninkrijk. Ook in de VS werd een bescheiden notering behaald met een 43e positie in de Billboard Hot 100. Enkel in Ierland, het Nederlandse taalgebied en in Spanje werd de plaat een hit.
In Nederland was de plaat op vrijdag 9 mei 1986 Veronica Alarmschijf op Radio 3 en werd een radiohit in de destijds twee landelijke hitlijsten op de nationale publieke popzender. De plaat bereikte de 25e positie in de Nederlandse Top 40 en de 24e positie in de Nationale Hitparade. In de Europese hitlijst op Radio 3, de TROS Europarade, werd de 29e positie behaald.
In België bereikte de plaat de 18e positie in zowel de voorloper van de Vlaamse Ultratop 50 als de Vlaamse Radio 2 Top 30. In Wallonië werd géén notering behaald. 